# Santiago Challenger 2010
Il Santiago Challenger 2010, noto anche come Copa Petrobras Santiago, è un torneo professionistico di tennis maschile giocato sul cemento, che faceva parte dell'ATP Challenger Tour 2010. Si è giocato a Santiago in Cile dal 18 al 24 ottobre 2010.

## Partecipanti

### Teste di serie
| Nazionalità | Giocatore             | Ranking* | Testa di serie |
| ----------- | --------------------- | -------- | -------------- |
| Italia      | Fabio Fognini         | 63       | 1              |
| Spagna      | Pere Riba             | 80       | 2              |
| Spagna      | Rubén Ramírez Hidalgo | 87       | 3              |
| Brasile     | João Souza            | 105      | 4              |
| Spagna      | Albert Ramos Viñolas  | 121      | 5              |
| Portogallo  | Rui Machado           | 122      | 6              |
| Kazakistan  | Jurij Ščukin          | 123      | 7              |
| Cile        | Nicolás Massú         | 128      | 8              |

- Ranking all'11 ottobre 2010.

### Altri partecipanti
Giocatori che hanno ricevuto una wild card:
- Paul Capdeville
- Ricardo Hocevar
- Gonzalo Lama
- Martín Vassallo Argüello
- Nikola Ćirić (special entrant)
- Júlio Silva (alternate)

Giocatori passati dalle qualificazioni:
- Juan Pablo Brzezicki
- Leonardo Tavares (Lucky loser)
- Axel Michon
- Maxime Teixeira
- Goran Tošić

## Campioni

### Singolare
Fabio Fognini ha battuto in finale  Paul Capdeville con il punteggio di 6–2, 7–6(2)

### Doppio
Daniel Muñoz de la Nava /  Rubén Ramírez Hidalgo hanno battuto in finale  Nikola Ćirić /  Goran Tošić con il punteggio di 6–4, 6–2